# NGC 937
NGC 937 è una galassia a spirale situata nella costellazione di Andromeda, a una distanza di circa 261 milioni di anni luce dalla nostra Via Lattea.

## Scoperta
La galassia è stata scoperta il 12 dicembre 1884 dall'astronomo francese Édouard Stephan.

## Descrizione
NGC 937 ha una classe di luminosità III-IV.